# Sandra Carla Craveiro
Sandra Carla Fernandes Craveiro Mendes Calado (n. 1969) es una algóloga, taxónoma, y profesora portuguesa. Realizó estudios de postdoctorado en el Departamento de Biología, de la Universidad de Aveiro. Estudió en la "Escola Secundária de Sabugal".

## Algunas publicaciones
- sandra c. Craveiro, a.j. Calado, n. Daugbjerg, g. Hansen, o. Moestrup. 2011. Ultrastructure and LSU rDNA-based Phylogeny of Peridinium lomnickii and Description of Chimonodinium gen. nov. (Dinophyceae). Protist 162 (4): 590-615. doi: 10.1016/j.protis resumen en línea

- -----------------------, øjvind Moestrup, niels Daugbjerg, antónio j. Calado. 2010. Ultrastructure and Large Subunit rDNA‐Based Phylogeny of Sphaerodinium cracoviense, an Unusual Freshwater Dinoflagellate with a Novel Type of Eyespot. J. of Eukaryotic Microbiology 57 ( 6): 568–585 resumen en línea

- salomé f.p. Almeida, sandra c. Craveiro, a.j. Calado. 2010. On the identity and distribution in northern Portugal of three gomphonema species currently misidentified as gomphonema clevei. Diatom Research 25 (1): 13-27 resumen en línea

- i.m. Almeida, c. Andrade, m.c. Freitas, j. Moreno, m.c. Cabral, sandra c. Craveiro, f.m.s.f. Marques. 2009. Holocene Paleoenvironmental Evolution of the Lisbon Downtown Area as Recorded in the Esteiro da Baixa Sediments–First Results. J. of Coastal Research 56: 574-578 artículo en línea

- sandra c. Craveiro, a.j. Calado, n. Daugbjerg, øjvind Moestrup. 2009. Ultrastructure and LSU rDNA–based revision of Peridinium group Palatinum (Dinophyceae) with the description of Palatinus gen. nov. 1. Journal of Phycology 45 (5): 1175-1194 resumen en línea

- l.m.a. Santos, sandra c. Craveiro, a. Calado. 1996. Silica-scaled chrysophytes from three a-mes- osaprobic water bodies of central Portugal. En Kristiansen, J. & G. Cronberg (eds.) Chrysophytes: progress and new horizons. Nova Hedwigia 114: 171-193

- La abreviatura «Craveiro» se emplea para indicar a Sandra Carla Craveiro como autoridad en la descripción y clasificación científica de los vegetales.[3]